# EMD SD-Serie

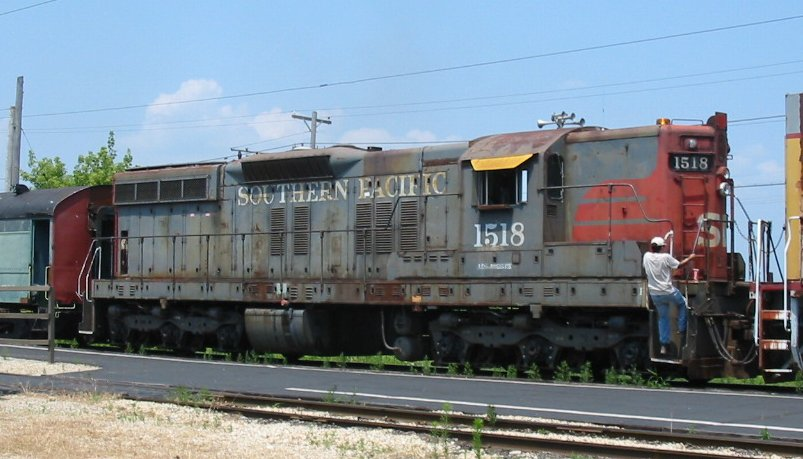
Southern Pacific Railroad 1518, die erste jemals gebaute EMD SD7, heute betriebsfähig im Illinois Railway Museum, Union, Illinois

Als EMD SD-Serie, englisch EMD SD-unit oder SD-series, wird eine Modellreihe von sechsachsigen Diesellokomotiven des US-amerikanischen Lokomotivbauers General Motors Electro-Motive Division (EMD) bezeichnet.

## Entwicklung
Den Maschinen der EMD F-Serie wird nachgesagt, sie hätten das Ende des Dampfzugbetriebes bei den Güterzügen in Nordamerika eingeleitet. Allerdings waren diese Maschinen für den lokalen Güterverkehr mit seinen umfangreichen Rangiermanövern nur bedingt geeignet. Hauptkritikpunkte waren, neben der eingeschränkten Sicht nach hinten, die fehlenden Rangierertritte und die frontseitige Anordnung der Bedienelemente im Führerstand. Mit der Entwicklung der GP-Serie hatte EMD zwar eine gleichermaßen für Streckendienst und Rangieraufgaben geeignete Baureihe entwickelt, jedoch war die Radsatzlast der vierachsigen Modelle der GP7 für einige Bahnstrecken schlicht zu hoch. Als Lösung bot EMD mit der SD-Serie eine sechsachsige Ausführung der GP-Serie an.

## Konstruktion

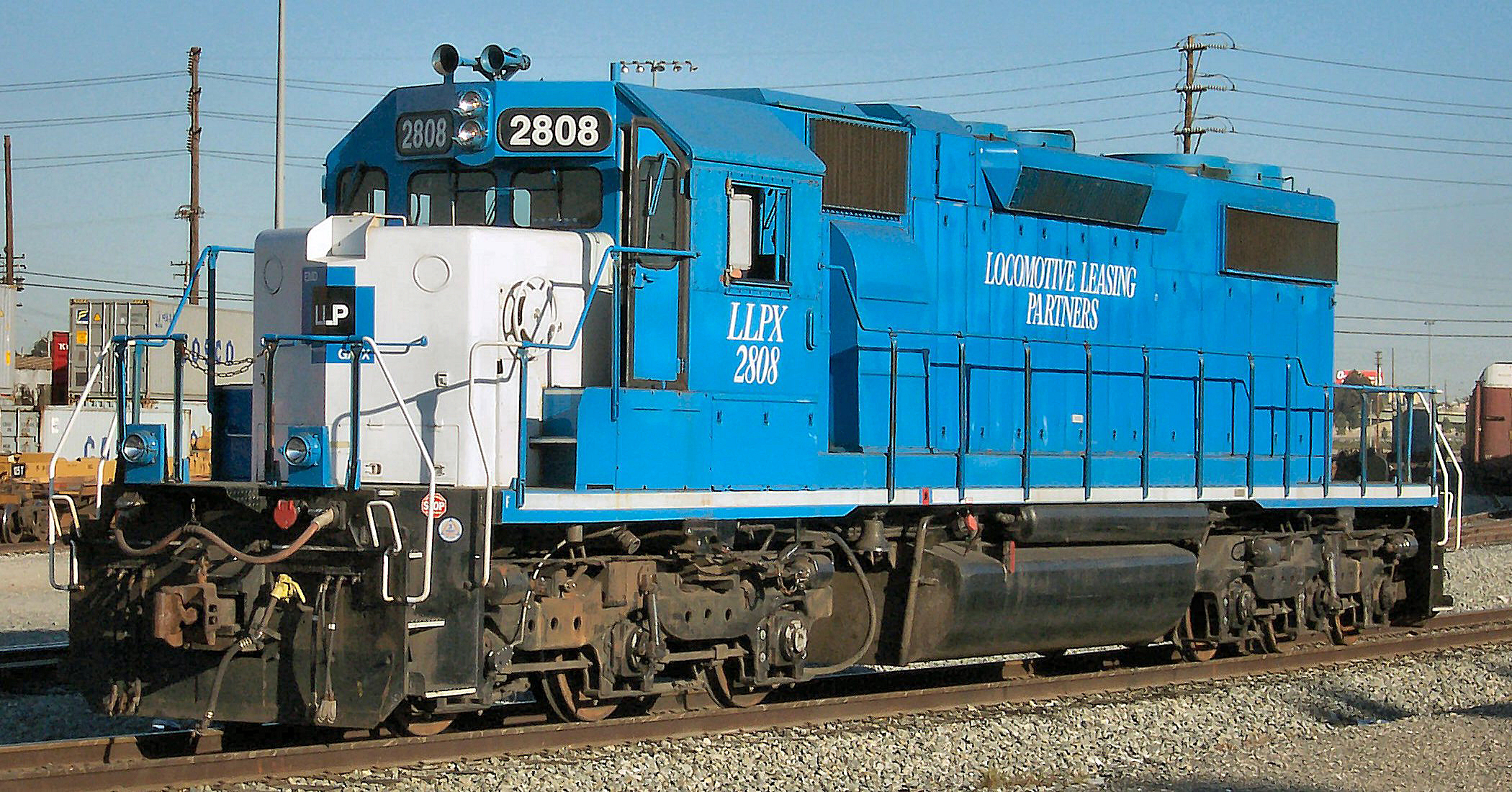
Lokomotive Leasing Partners LLPX 2808, eine EMD SD38-2

Die ersten Fahrzeuge der Baureihe SD7 entsprachen, analog zur vierachsigen Schwesterbaureihe GP7, der F7 in der mechanischen Ausrüstung. Im Unterschied zu den Maschinen der E- und F-Serie, welche mit selbsttragenden Karosserien ausgerüstet waren, erhielten die SD wartungsfreundlichere Hauben (hood-Design) und Rangierplattformen. Diese Bauform wurde bis dahin vor allem bei Rangierlokomotiven verwendet. Die SD7 erhielt jedoch eine Getriebeübersetzung für höhere Geschwindigkeiten. Somit konnten die Maschinen auch im Streckendienst eingesetzt werden. Die mechanische Ausrüstung, wie Dieselmotor, Generator und Hilfseinrichtungen, waren im langen Haubenteil hinter dem Führerstand untergebracht. Im kurzen Haubenteil vor dem Führerstand konnte ein Dampferzeuger für die Zugheizung untergebracht werden. Damit waren die Maschinen im Personenzugdienst einsetzbar. Diese Einrichtung war jedoch nicht bei allen Maschinen installiert. Ebenso konnte auf Kundenwunsch eine dynamische Bremse installiert werden. Die Maschinen, welche diese Ausrüstung besaßen, konnten leicht an den zusätzlichen Lüftern in der Mitte der langen Haube erkannt werden.
Die ersten Maschinen waren mit der schon in der E- und F-Serie verwendeten Motorenbaureihe EMD 567 ausgerüstet. Später fand die Nachfolgebaureihen EMD 645 und EMD 710G Verwendung. Alle Maschinen sind mit zwei dreiachsigen Drehgestellen der Achsfolge Co' Co' ausgerüstet. Jede der sechs Achsen ist angetrieben. Bedingt durch die längeren Drehgestelle mussten auch die Rahmen der Maschinen gegenüber der GP-Serie entsprechend verlängert werden.
EMD bezeichnete diese Lokomotivbaureihe als Baureihe SD, wobei SD hier für special duty, deutsch Sonderdienst, steht.

## Baureihen
| Typ       | von  | bis  | Stückzahl | Leistung            | Motor            |
| --------- | ---- | ---- | --------- | ------------------- | ---------------- |
| SD7       | 1952 | 1953 | 188       | 1.500 hp = 1.100 kW | EMD 16-567B      |
| SD9       | 1954 | 1959 | 515       | 1.750 hp = 1.300 kW | EMD 16-567C      |
| SD18      | 1960 | 1963 | 114       | 1.800 hp = 1.340 kW | EMD 16-567D1     |
| SD24      | 1958 | 1963 | 224       | 2.250 hp = 1.675 kW | EMD 16-567D3     |
| SD28      | 1965 | 1965 | 12        | 1.800 hp = 1.340 kW | EMD 16-567D1     |
| SD35      | 1964 | 1966 | 360       | 2.500 hp = 1.860 kW | EMD 16-567D3A    |
| SD38      | 1967 | 1971 | 53        | 2.000 hp = 1.490 kW | EMD 645E         |
| SD38-2    | 1972 | 1979 | 83        | 2.000 hp = 1.490 kW | EMD 16-645E3     |
| SD39      | 1968 | 1970 | 54        | 2.300 hp = 1.700 kW | EMD 12-645E3     |
| SD40      | 1966 | 1972 | 1268      | 3.000 hp = 2.200 kW | EMD 16-645E3     |
| SD40-2    | 1972 | 1986 | 3.949     | 3.000 hp = 2.200 kW | EMD 16-645E3     |
| SD45      | 1965 | 1971 | 1.260     | 3.600 hp = 2.650 kW | EMD 20-645E3     |
| SD45-2    | 1972 | 1974 | 136       | 3.600 hp = 2.650 kW | EMD 20-645E3     |
| SD50      | 1984 | 1985 | 421       | 3.600 hp = 2.650 kW | EMD 16-645F3B    |
| SD60      | 1984 | 1991 | 537       | 3.800 hp = 2.830 kW | EMD 16-710G3A    |
| SD70      | 1992 | 1994 | 122       | 4.000 hp = 2.940 kW | EMD 16-710G3     |
| SD70M     | 1994 | 2004 | 1.646     | 4.000 hp = 2.940 kW | EMD 16-710G3     |
| SD70MAC   | 1993 | 2004 | 1.109     | 4.000 hp = 2.940 kW | EMD 16-710G3     |
| SD80MAC   | 1995 | 1996 | 30        | 5.000 hp = 3.725 kW | EMD 20-710G3B-ES |
| SD9043MAC | 1996 | 1999 | 370       | 4.300 hp = 3.160 kW | EMD 16-710G3B    |
| SD90MAC-H | 1996 | 2002 | 44        | 6.000 hp = 4.410 kW | EMD 16-265H      |
| SD70M-2   | 2005 |      | 331+      | 4.300 hp = 3.160 kW | EMD 16-710G3C    |
| SD70ACe   | 2004 |      | 1.034+    | 4.300 hp = 3.160 kW | EMD 16-710G3C-T2 |

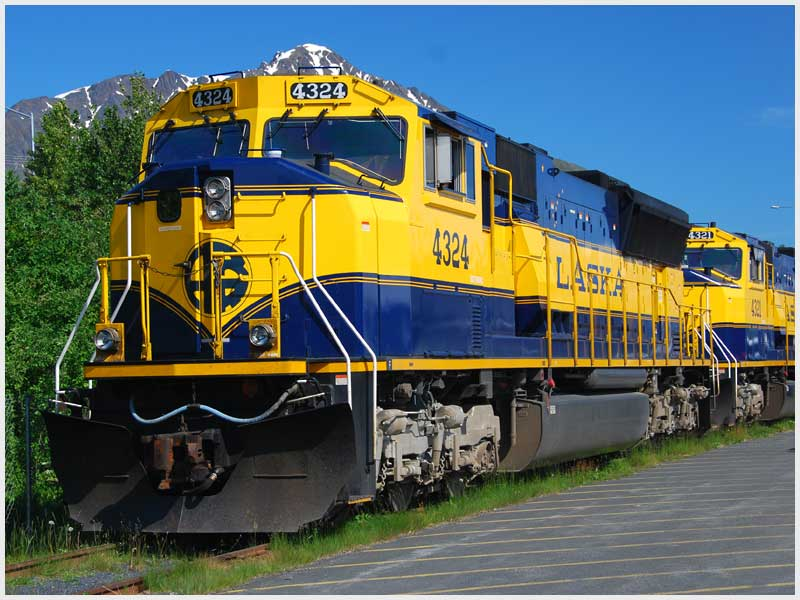
Die SD70MAC waren die ersten Drehstromlokomotiven von EMD

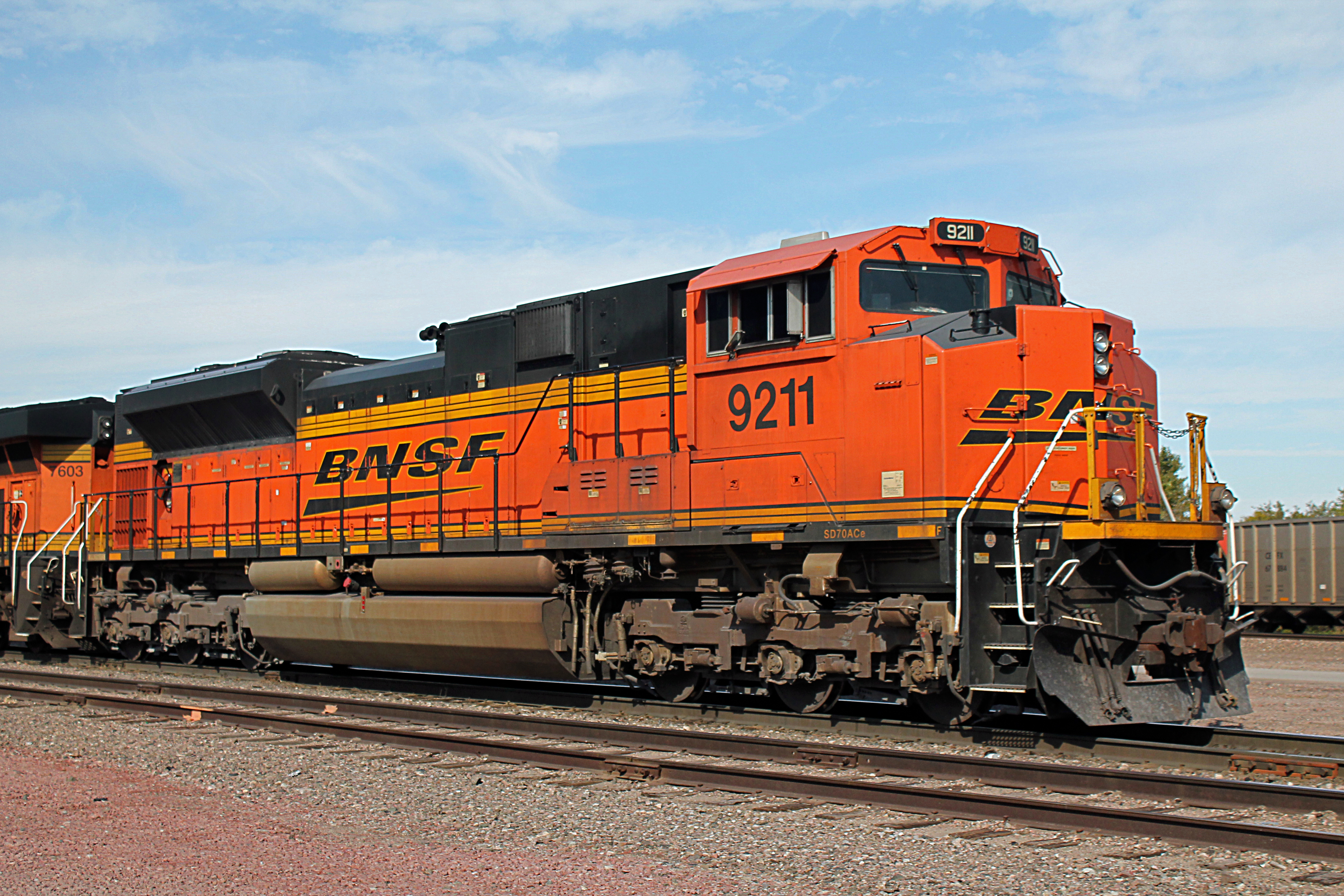
SD70ACe der BNSF

Die Produktionszahlen der Lokomotiven der SD-Serie lagen anfangs unter denen der GP-Varianten. Ein Grund hierbei sind die höheren Anschaffungs- und Unterhaltskosten durch zwei zusätzliche Fahrmotoren sowie eine erschwerte Zugänglichkeit des mittleren Motors für Wartungszwecke. Erst mit der Steigerung der Leistung auf 3.000 hp und mehr pro Maschine wurden mehr Maschinen der vergleichbaren SD-Baureihen – anstelle der GP-Baureihen – verkauft. Gründe für die Anschaffung der sechsachsigen Varianten waren hier, neben der geringeren Schleuderneigung, auch die besseren Eigenschaften im Ganzzugverkehr, vor allem bei niedrigeren Geschwindigkeiten.